# Oslo
Oslo, mezi lety 1624 a 1925 Christiania / Kristiania, je hlavní město Norska. Leží v jihovýchodní části země, ve vnitřní části Oslofjordu a tvoří zároveň jeden z norských krajů i obcí. Je největší městem Norska, s  rozlohou 426 km², z čehož zhruba jedna třetina je tvořena městskou zástavbou, a v roce 2023 mělo 705  643 obyvatel vlastní město, přičemž celá aglomerace měla 1 082 575 obyvatel. Aglomerace kromě samotného Oslo zahrnuje také obce Bærum, Asker, Lillestrøm, Lørenskog, Nordre Follo, Rælingen, Nittedal a Lier.
Oslo je politickým centrem Norska, sídlí zde královská rodina, parlament, vláda a nejvyšší soud. Také je centrem kultury, vzdělávání a vědy, s institucemi jako Národní divadlo, Národní muzeum a Univerzita v Oslo, průmyslu, obchodu, bankovnictví i nákladní i osobní dopravy. Místní přístav je největší a nejrušnějším v zemi a město obsluhují dvě mezinárodní letiště, Gardemoen a Torp. Město je rozděleno do 15 městských částí, mimo ně je zařazeno městské centrum a lesnatá oblast zvaná Marka a je rozčleněno do pěti diecézí Norské církve. Oslo má, podle údajů z května 2024, ze všech norských měst největší podíl obyvatel, kteří jsou imigranty nebo dětmi imigrantů, a to necelých 34 procent.
Oslo má vlhké kontinentální podnebí s teplými léty. Podzim a zima bývají studené a často doprovázené teplotní inverzí vedoucí k zhoršenému smogu. Průměrná maximální teplota během léta bývá kolem 20 °C, v zimě kolem nuly. Průměrný roční úhrn srážek je 750 mm, v zimě se jedná o srážky sněhové, díky kterým je Oslo vhodné pro zimní sporty jako lyžování nebo běžkaření. V roce 1952 se v Oslo konaly zimní olympijské hry.

## Název a symboly
Název Oslo má staroseverský původ a v nejstarších pramenech se objevuje nejčastěji v podobě Ósló. Druhá část názvu, tedy ló, znamená „niva, louka u vody“, zatímco první část, tedy ós, je nejčastěji vykládána jako „Ás“, což je jedno ze severských označení pro božstvo. Oslo tedy nejspíše znamená „boží niva, boží louka“.
Nedaleko středověkého Oslo bylo roku 1624 založeno Kristiánem IV. Dánským nové město, které po sobě pojmenoval Christiania, a původní osídlení ztratilo městská práva a stalo se předměstím. Od druhé poloviny 19. století „norštější“ varianta Kristiania, přičemž v roce 1877 tuto variantu začali používat státní úřady a od 1897 se tento název začal používat i na komunální úrovni. Nikdy ale nedošlo k oficiálnímu přejmenování a soukromé osoby mohli používat varianty Christiania i Kristiania. Běžné byly také různé zkratky jako Chr., Chra, Chria a Xania. V druhé polovině 19. století se mezi norskými intelektuály objevila také tendence k používání starého názvu Oslo, horlivou zastánkyní tohoto jména byla malířka a feministka Aasta Hansteen. Poté, co Norsko vyhlásilo roku 1905 nezávislost na Švédsku, se myšlenka na přejmenování města rozšířila mezi široké vrstvy, ale tyto snahy byly brzděny přesvědčením Kristianské obchodní komory, že taková změna město poškodí. K přejmenování nakonec došlo až 1. ledna 1925, kdy bylo město přejmenováno na Oslo na základě rozhodnutí parlamentu z 11. června 1924. Pro část města na území středověkého Oslo se používá název Gamlebyen „Staré město“.
V norštině existuje několik možných výslovností jména města, lišících se především tím zda je v nich užito s (české s), ʃ (české š) nebo ʂ (v češtině se nevyskytující hláska). V době přejmenování Kristianie na Oslo byla varianta chápána jako správná a zbylé varianty jako hrubé a nevhodné. Použití všech ale sahá hluboko do historie a na počátku 21. století jsou i varianty se ʃ a ʂ považovány za správné. V češtině se Oslo většinou skloňuje podle vzoru město, přesto se už od 20. let 20. století používá i v nesklonné podobě, mimo jiné snad z důvodu sklonu vyhnout se homonymii s podstatným jménem osel. Neskloňovaná varianta jasně převládá v překladech norské beletrie do češtiny a v prostředí skandinavistiky. Jako přídavné jméno se používá osloský i oselský.
Oslo se někdy přezdívá Tigerstaden „tygří město, město tygrů“, což snad vychází z básně Bjørnstjerna Bjørnsona Sidste Sang z roku 1870. Přestože v Bjørnsonově básni tygři odkazují na nebezpečné a bezcitné obyvatele velkého města, začalo se později používat s hrdostí a jako odkaz na vzrušující či zábavný charakter Oslo. K dvoutisícímu výročí založení města, tak byla například instalována bronzová socha tygra od Eleny Engelsen na náměstí Jernbanetorget.
Oslo nemá znak a namísto toho užívá pečeť, na které byl původně vyobrazen svatý Hallvard s třemi šípy a mlýnským kamenem v rukou, se svatozáří, sedící na trůně, s ležícím válečníkem u nohou a čtyřmi hvězdami v pozadí. Pečeť je doplněna latinským heslem Unanimiter et constanter „Jednotně a pevně“. V průběhu dějin byl Hallvard často dezinterpretován jako žena, bohyně Fortuna nebo personifikace města. V podobě z roku 1892 je ústřední figurou jasně muž, ale namísto válečníka leží u jeho nohou žena, interpretována jako osoba kterou zachránil. Město má také vlajku sestávající z jeho pečeti na modrém poli.

## Dějiny

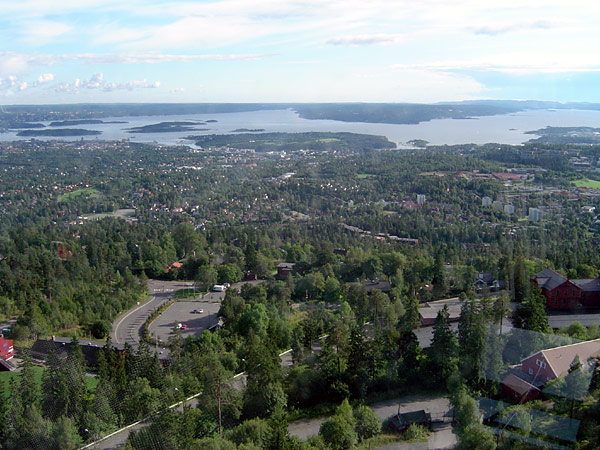
Pohled na Oslo z Holmenkollenu

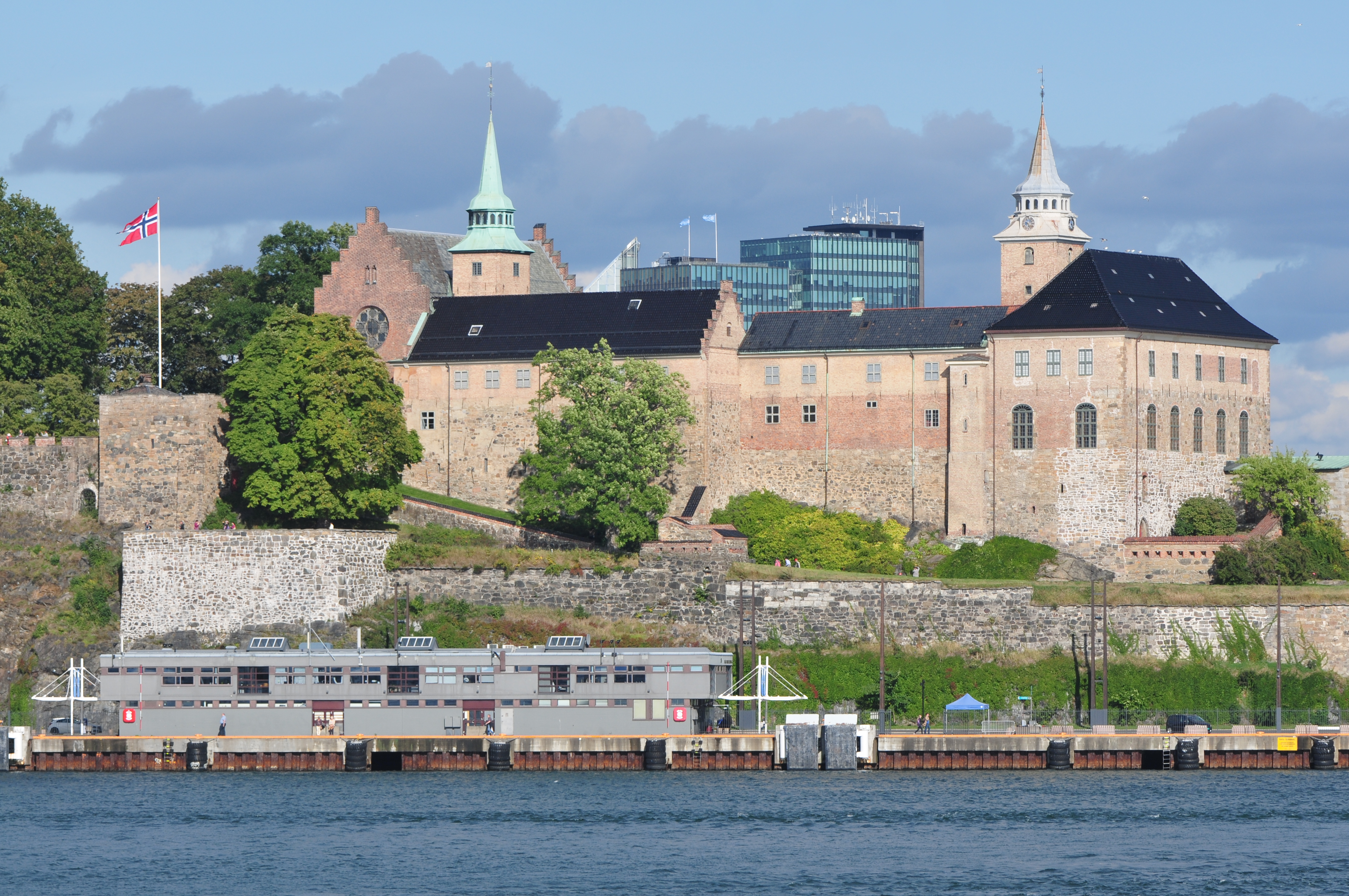
Hrad Akershus

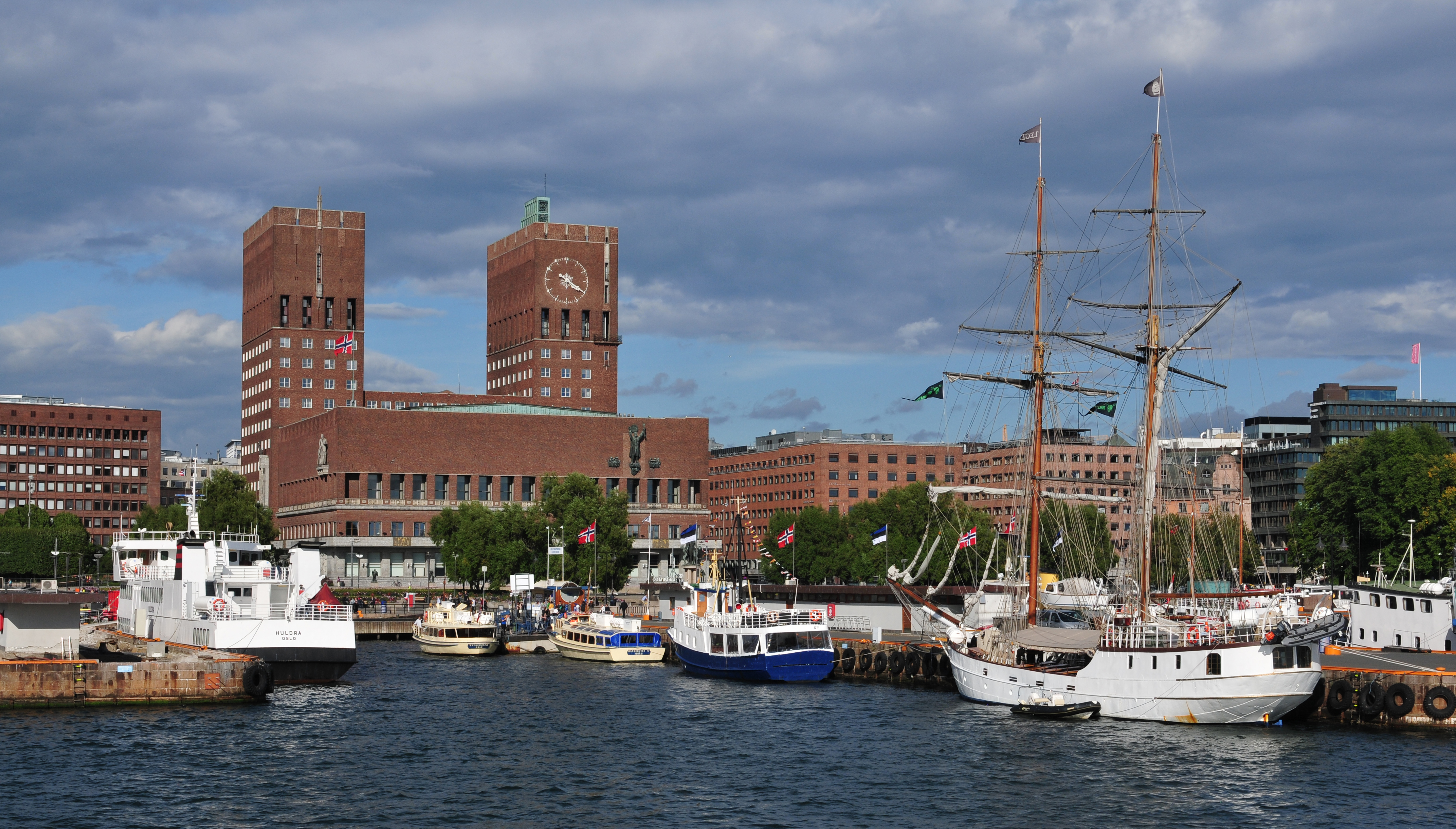
Přístav a městská radnice

Území Oslo je osídleno již od doby kamenné a vznik města je tradičně, podle podání Snorriho Sturlusona, kladen do roku 1048 nebo 1050, kdy ho měl založit Harald III. Sigurdsson. Archeologické nálezy napovídají o něco starší založení, kolem roku 1000. V 11. až 14. století bylo Oslo významným přístavem, obchodním uzlem a sídlem katolického biskupství spojeného s katedrálou svatého Hallvarda. Ve městě byl také vybudováno královské sídlo, Sigurd I. Jorsalfar vládnoucí na přelomu 11. a 12. století byl prvním králem, který zde trávil významné množství času. Od roku 1299 bylo hlavním městem Norska a kolem roku 1300 založil Haakon V. Norský pevnost Akershus. Epidemie černé smrti, která se prohnala Norskem v roce 1349, ale vedla k výraznému poklesu populace a významu města. V následujících staletích, především po reformaci, se Oslo stalo nevýznamným, provinčním, městem.
Středověké Oslo podlehlo roku 1624 požáru a dánsko-norský král Kristián IV. Dánský následně založil západněji, pod pevností Akershus město nové, které pojmenoval Christiania. Staré město, stále známé jako Oslo, ztratilo následně městská práva a z větší části se části se stalo majetkem náležejícím k panskému sídlu Oslo Ladegård. Oslo tak získalo vesnický charakter a stalo se zchátralým předměstím Christianie. V roce 1859 mělo 1400 obyvatel a bylo inkorporováno do Christianie. Na rozlišení od celého města se pro území středověkého Oslo začal používat název Gamlebyen „Staré město“.
Nové město ze začátku nemělo větší význam a mělo převážně charakter vojenské posádky. Po skončení Severní války v roce 1721 se ale začalo stávat obchodním centrem a přes jistý úpadek během napoleonských válek v 19. století Christiania nahradila Bergen na pozici největšího a nejvýznamnějšího města Norska. V roce 1825 se začalo se stavbou Královského paláce, v roce 1841 Univerzity a v roce 1861 Parlamentu. Od 40. let 19. století rozvoj města vedl k výraznému rozdělení na západní, bohatší, polovinu a dělnickou východní část města.
V roce 1925 byla Christiania přejmenována na středověký název Oslo a v roce 1948 se do něj sloučila setnina Aker. Po 2. světové válce město zažilo rapidní rozvoj, který pokračoval skrze zbytek 20. století. Na počátku 21. století došlo především k rozvoji pobřežní části města, v rámci projektu Fjordbyen. V Oslo došlo také k teroristickým útokům, a to 22. července 2011, a 25. června 2022.

## Pamětihodnosti

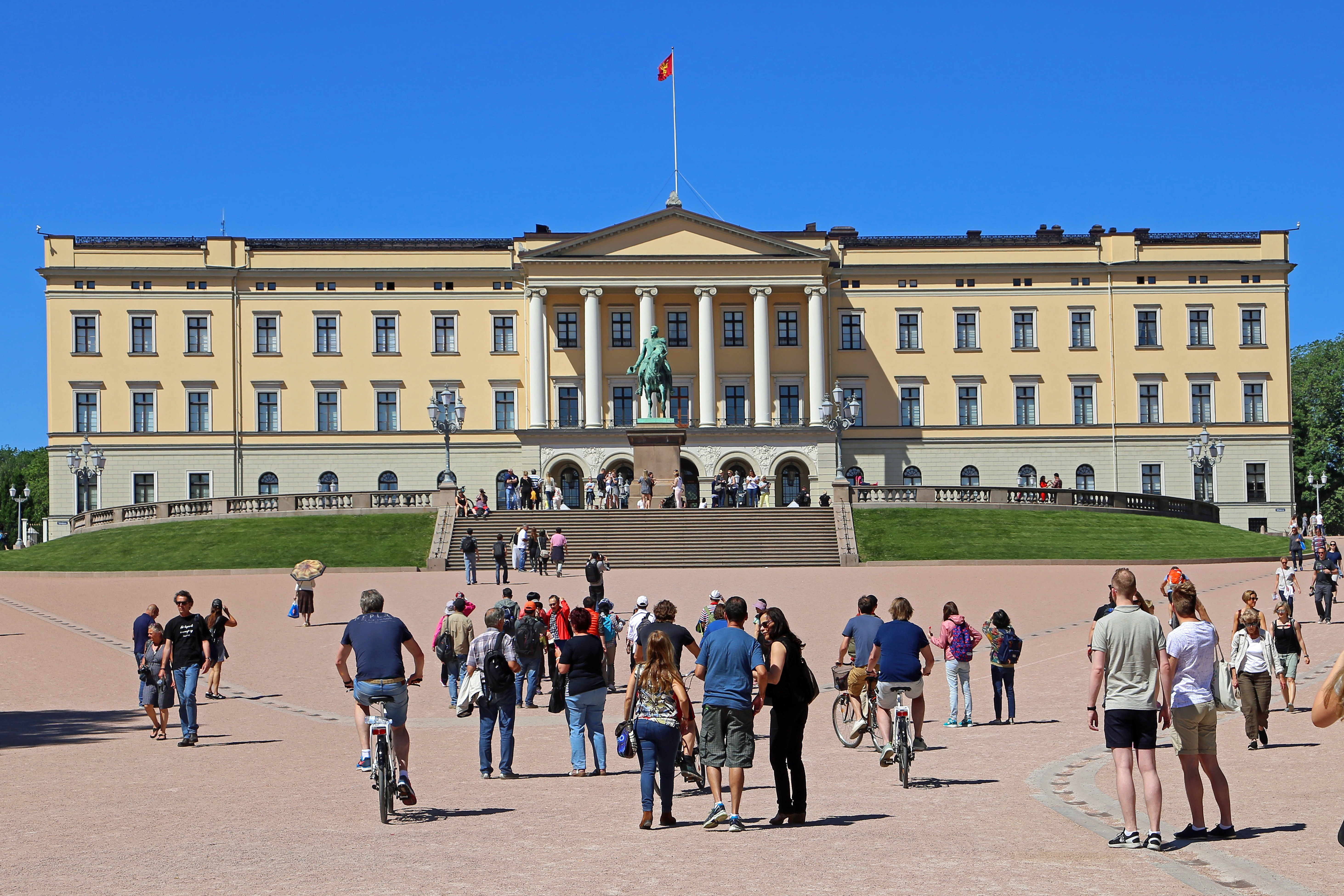
Královský palác

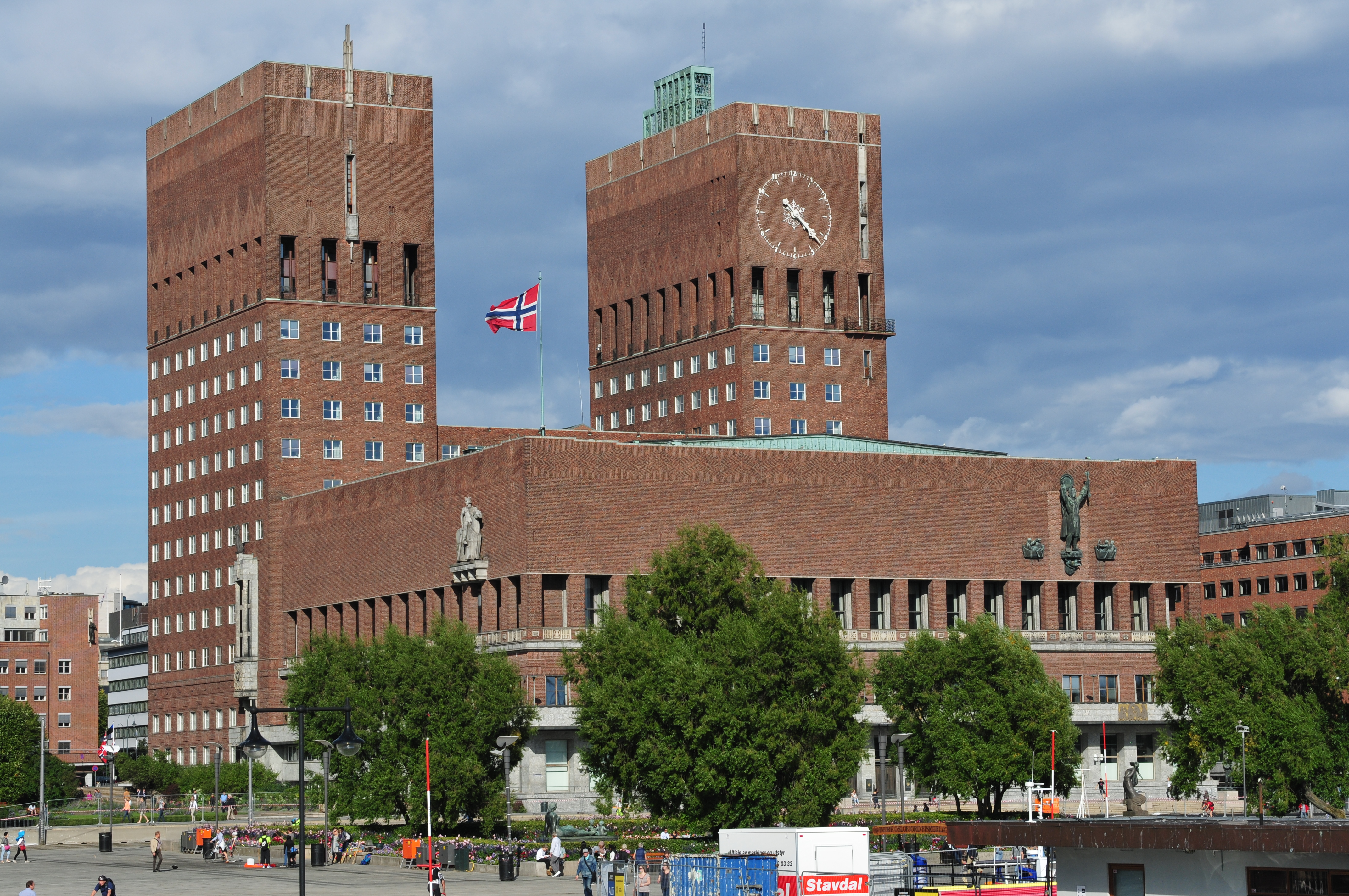
Radnice

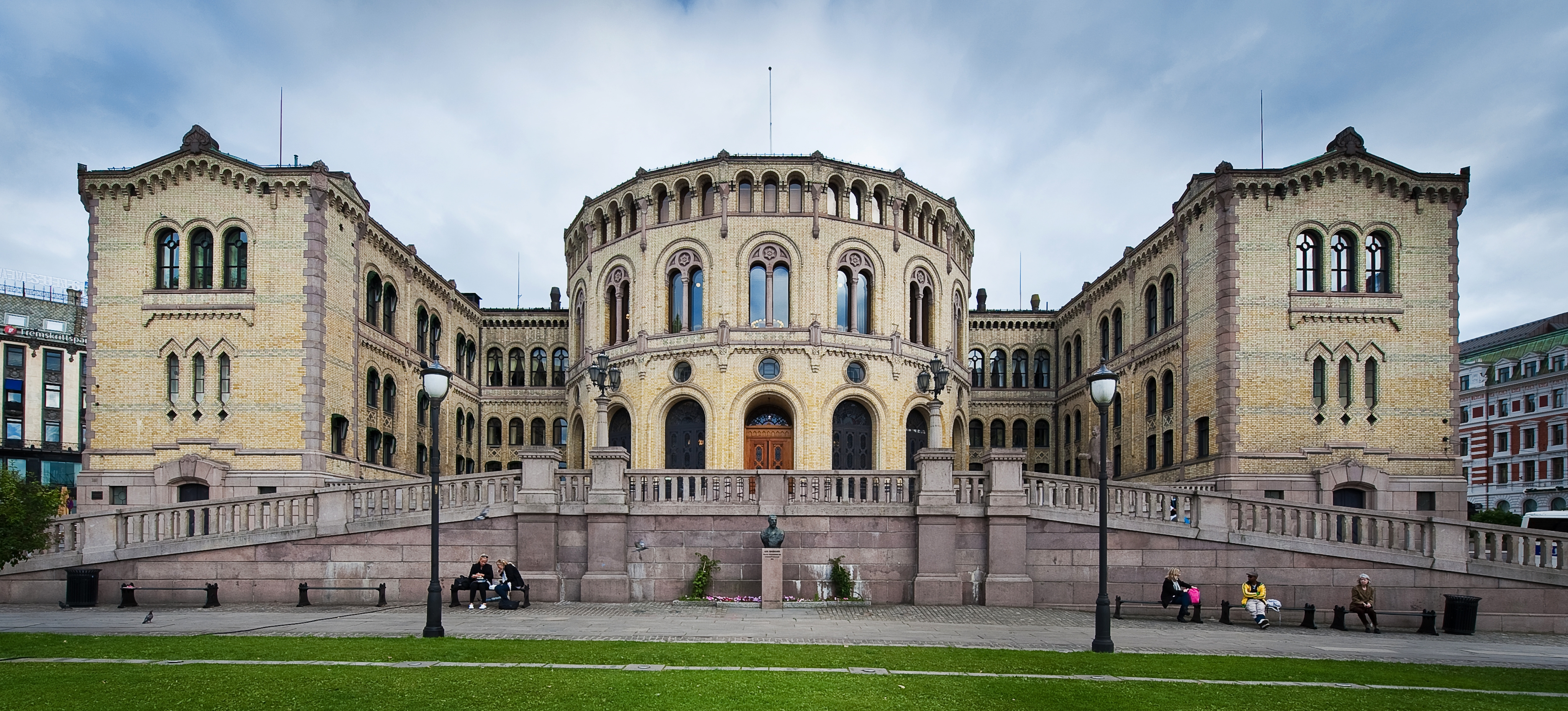
Norský parlament

- Královský palác byl postaven v 1. polovině 19. století jako norská rezidence švédsko-norského krále Karla XIV. V současnosti je oficiální rezidencí norské královské rodiny.
- Hrad a pevnost Akershus (Akershus slott og festning) byly založeny pravděpodobně v 90. letech třináctého století za vlády krále Haakona V. První písemná zmínka o pevnosti totiž pochází z roku 1300 – z dopisu krále Haakona kostelu Mariakirke v Oslu. V komplexu hradu a pevnosti je nyní 54 objektů, z nichž je trvale přístupné pouze Muzeum domácího odboje za II. světové války (Museum av hjemmefront).
- Norsk Folkemuseum je muzeum kulturní historie na poloostrově Bygdøy. Muzeum je formou skanzenu. Jedna z nejzajímavějších budov v tomto areálu je původní roubený kostel z Golu. Budovy jsou zde z různých historických období. Některé domy jsou plně vybaveny a jsou zde dobrovolníci, kteří vám přiblíží tehdejší dobu svými historickými oděvy.
- Radnice v Oslu, kde se každoročně 10. prosince udílí Nobelova cena míru. Funkcionalistická stavba byla dokončena v listopadu roku 1936. V jedné z jejích dvou 66 metrů vysokých věží je umístěna zvonkohra se 49 zvony. Výzdoba budovy trvala 19 let (1931–1950). Práce přerušila německá okupace Norska v dubnu 1940.
- Skokanský můstek Holmenkollen – dějiště Zimních olympijských her v roce 1952. Pro lyžařské mistrovství světa v roce 2011 byl 13. března 2010 slavnostně otevřen můstek nový a větší.
- Muzeum Kon-Tiki na ostrově Bygdøy. V muzeu je vystaven původní balzový vor Kon-Tiki norského cestovatele Thora Heyerdahla, se kterým v roce 1947 přeplul přes Tichý oceán z Peru do Polynésie. Dalším exponátem je vor Ra II, na jehož palubě Heyerdahl dokázal, že staří egyptští mořeplavci byli schopni doplout na svých plavidlech ze severní Afriky do Karibiku.
- Munchovo muzeum ve čtvrti Tøyen. Nabízí soubor pozdějších děl malíře Edvarda Muncha, která umělec v roce 1940 odkázal městu. Muzeum bylo otevřeno pro veřejnost v roce 1963 u příležitosti stého výročí autorova narození. V březnu roku 2009 rozhodla městská rada o přestěhování celé expozice do nové budovy, která má být postavena v blízkosti nové budovy opery u zálivu Bjørvika nedaleko od centra Osla. Budovu navrhla španělská architektonická kancelář Herreros Arquitectos a má být dokončena v roce 2013.[potřebuje aktualizovat]
- Řeka Akerselva – jedna z nejznámějších řek z norské historie. Dříve měla jméno Frysja, odvozené od slova "studená". Má délku pouhých 8,2 km (pramení z nedalekého jezera Maridalsvannet nad městem) a výškový spád 149 metrů.
- Opera v Oslu (Den Norske Opera & Ballet) – budova byla slavnostně otevřena 12. dubna 2008. Budova je dominantou panoramatu města směrem od Oslofjordu. Výběrové řízení pro návrh budovy vyhrála v roce 2000 domácí společnost Snøhetta AS a krátce po svém otevření získala stavba řadu ocenění z celého světa.
- Stortinget – budova norského parlamentu, navržena architektem Emilem Victorem Langletem a otevřena dne 5. března 1866.

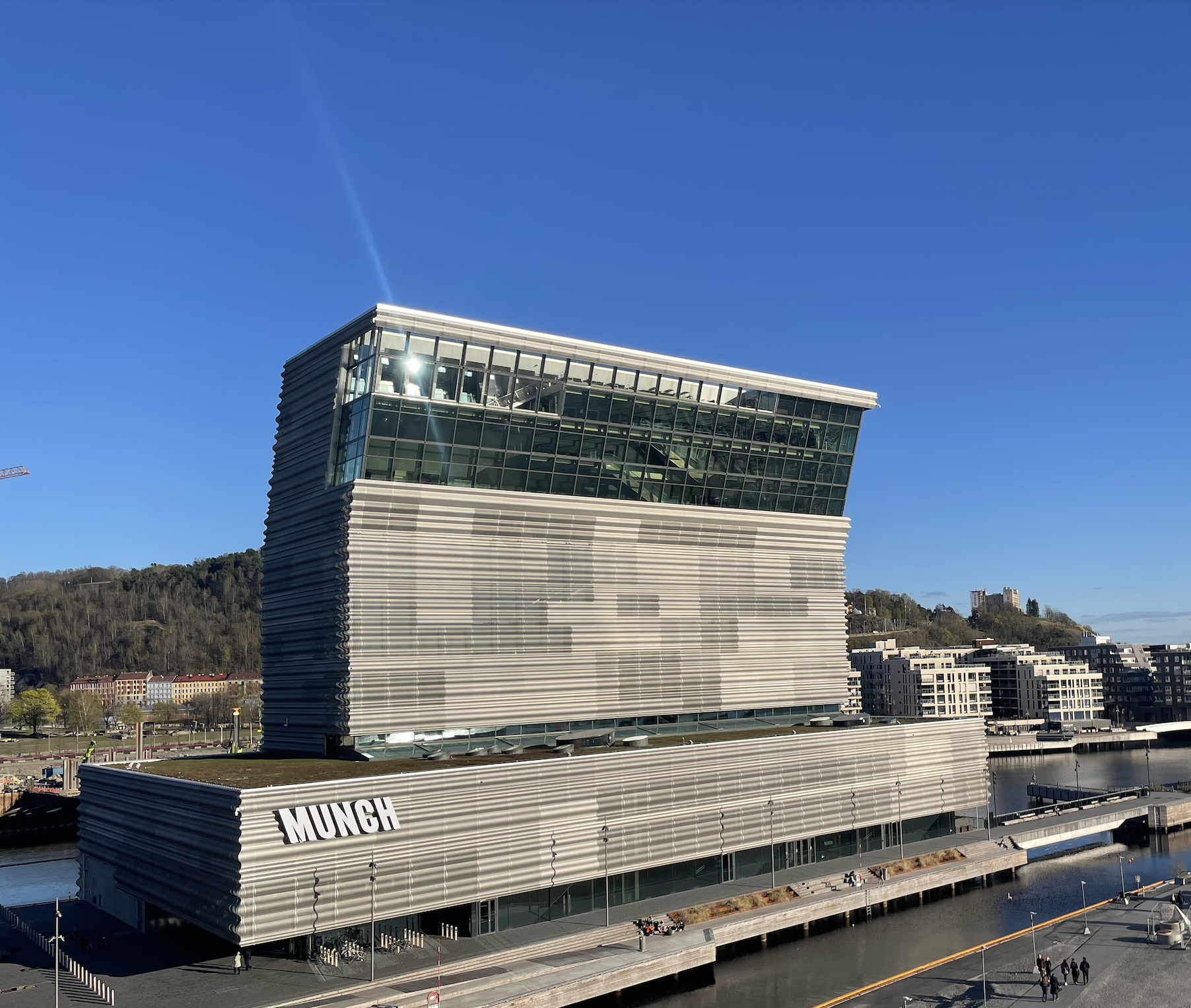
Munchovo muzeum

- Munchovo muzeumFrogner park a Vigelandův park (Vigelandsanlegget) – park o ploše 32 hektarů s 214 originálními skulpturami podle návrhu sochaře Gustava Vigelanda (1869–1943). Park byl jimi osazován postupně od roku 1927 a teprve v roce 1943 bylo celé světově ojedinělé dílo dokončeno vztyčením centrálního žulového monolitu vysokého 17 metrů a se 121 lidskými postavami.
- Muzeum vikinských lodí (Vikingskipshuset)
- Muzeum Fram – je v něm vystavena celá loď Fram (Vpřed), s kterou podnikl polární badatel Roald Amundsen plavbu do Antarktidy v letech 1911–1912. Při této výpravě stanul 14. prosince 1911 jako první člověk na zemském jižním pólu.
- Tryvannstårnet – televizní věž s přilehlým lyžařským areálem
- Muzeum holocaustu na Bygdøy
- Oscarshall – královský letohrádek ležící na poloostrově Bygdøy.
- Kvadraturen - Několik staveb ze 17. století dodnes funčních jako obchodní nebo obytné domy[16]

## Doprava

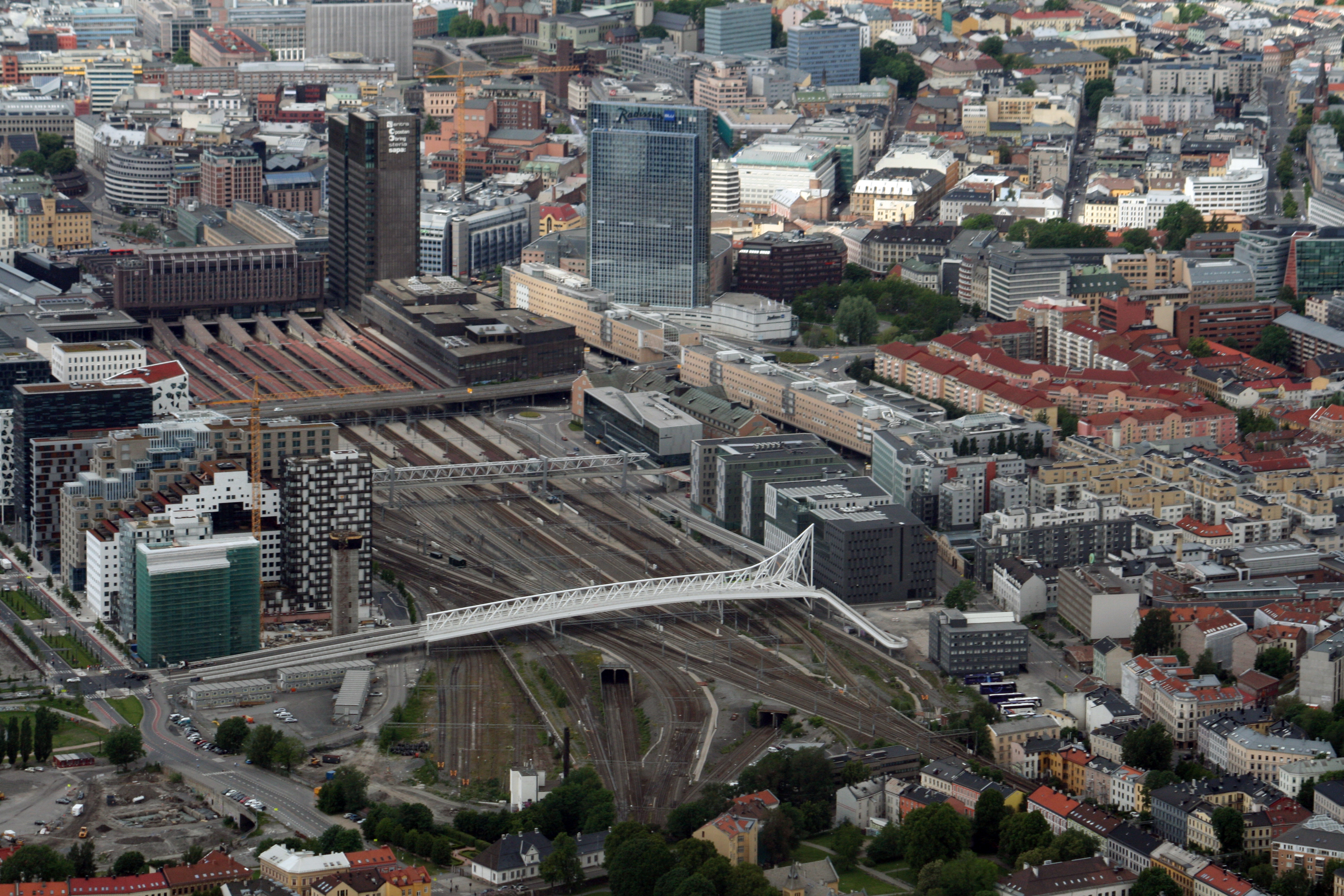
Hlavní železniční nádraží

Dopravu v Oslu zajišťuje šestilinkové metro (Oslo T-bane), tramvaje, autobusy (jízdenka na MHD stojí v první zóně 40 NOK) a železnice.

### Doprava z letiště Gardemoen
Letiště Oslo Gardemoen (OSL) leží přibližně 50 km od centra města. Z letiště lze využít tuto dopravu, ceny z února 2021:
- vlastním automobilem po dálnici E6 směr Trondheim
- regionálním vlakem – 139 NOK z hlavního nádraží
- autobusem – cca 200 NOK
- rychlovlakem – 204 NOK z letiště do centra, 204 NOK z centra na letiště - cesta trvá cca 20 minut
- taxíkem – cca 800 – 1 300 NOK

Letecké linky z destinací uvnitř Evropské unie využívají nově i další dvě menší "záložní" letiště Osla – Rygge a Torp. Jsou od centra vzdálenější než letiště Gardermoen (80 a 100 km), ale domácí letecká společnost Norwegian nabízí při výběru letů právě sem lepší ceny – z Prahy například již od 190 NOK pro pravidelné linkové lety dvakrát do týdne (úterý, čtvrtek). Cena dopravy do/z Osla expresními autobusy je stejná jako na Gardermoen. Jednotlivé jízdné v prostředcích MHD dosahuje již 50 NOK (dospělí) a 25 NOK (děti a senioři nad 67 let).

## Obyvatelstvo
1. ledna 2012 žilo v městské aglomeraci Oslo (nikoliv Stor Oslo – Velké Oslo) 613 282 obyvatel (podle Statistisk Sentralbyrå), z nichž přistěhovalecký zahraniční původ mělo 181 343 (29,6 %) občanů. Nejpočetnější přistěhovalecká skupina (127 590 – 70,4 %) má původ v Asii, Africe, Latinské Americe a Oceánii. 53 753 obyvatel Osla je původem ze zemí EU, USA, Kanady, Austrálie a Nového Zélandu. 42 262 obyvatel jsou děti přistěhovalců, narozené již v Norsku. V některých městských částech dosahuje počet přistěhovalců zde usídlených téměř polovinu (Nordstrand 49,2 %, Stovner 48,1 %, Alna 47,3 %, Grorud 43,6 %). Nejpočetnějšími přistěhovaleckými skupinami jsou Pákistánci (32 000), Somálci (13 000), Švédové (15 500), Poláci (14 000), Tamilové ze Srí Lanky (8 000), Íránci (7 000), Turci (6 300), Maročané (6000), Vietnamci (5700), Íránci (5300) a Filipínci (4300).
Místní početná muslimská komunita má zhruba 48 000 členů a je soustředěna především ve čtvrti Grønland, kde se nachází rovněž převážná většina z 12 městských mešit. Buddhistů je ve městě okolo 9 500.
Asi 80 % obyvatel Osla se hlásí k evangelicko-luteránské státní církvi, římskokatolického vyznání je kolem 4,5 % lidí. V Oslu jsou 4 římskokatolické kostely. V nich probíhají mše i v jiných jazycích, např. v polštině, vietnamštině a tamilštině.

### Vývoj počtu obyvatel
| Rok  | Obyvatel |
| ---- | -------- |
| 1801 | 9 500    |
| 1825 | 15 400   |
| 1855 | 31 700   |
| 1875 | 76 900   |
| 1900 | 227 700  |
| 1925 | 255 700  |
| 1991 | 461 644  |
| 2001 | 508 726  |
| 2011 | 599 230  |

## Osobnosti
- Vilhelm Bjerknes (1862–1951), meteorolog
- Ragnar Frisch (1895–1973), ekonom, nositel Nobelovy ceny (1969)
- Odd Hassel (1897–1981), fyzikální chemik, nositel Nobelovy ceny (1969)
- Vidkun Quisling (1897–1945), důstojník a fašistický politik
- Lars Onsager (1903–1976), teoretický fyzik, nositel Nobelovy ceny (1968)
- Sonja Henie (1912–1969), krasobruslařka a herečka
- Sonja Norská (* 1937), norská královna-manželka
- Steve Sem-Sandberg (* 1958), švédský spisovatel
- Jens Stoltenberg (* 1959), ekonom a politik, bývalý ministerský předseda Norska, generální tajemník NATO
- Jo Nesbø (* 1960), spisovatel a hudebník
- Karl Ove Knausgård (* 1968), spisovatel
- Espen Bredesen (* 1968), skokan na lyžích
- Kjetil André Aamodt (* 1971), lyžař
- Marta Louisa Norská (* 1971), norská princezna
- Haakon Magnus (* 1973), korunní norský princ
- Natassia Maltheová (* 1974), herečka a modelka
- Kristofer Hivju (* 1978), herec
- Joshua King (* 1992), profesionální fotbalista
- Alisha Boe (* 1997), norsko-somálská herečka
- Casper Ruud (* 1998), profesionální tenista
- Tarjei Sandvik Moe (* 1999), herec
- Ingrid Alexandra Norská (* 2004), norská princezna

## Partnerská města
Oslo podepsalo smlouvy o spolupráci s městy a regiony:
- Göteborg, Švédsko
- Helsinky, Finsko
- Moskva, Rusko
- Petrohrad, Rusko
- Šanghaj, Čína
- Šlesvicko-Holštýnsko, Německo
- Varšava, Polsko
- Vilnius, Litva

Oslo každý rok posílá vánoční stromy do Washingtonu, D.C., Londýna, Rotterdamu, Antverp, Reykjavíku, Glasgow a Belfastu.